# Трогон еквадорський
Трогон еквадорський (Trogon mesurus) — вид птахів родини трогонових (Trogonidae).

## Поширення
Вид поширений на заході Еквадору та на північному заході Перу. Мешкає в листяних і напіввологих лісах і лісових масивах.